# Kyjiwpastrans
Kyjiwpastrans (ukrainisch Київпастранс) ist ein kommunales Personenbeförderungsunternehmen in der ukrainischen Hauptstadt Kiew.
Das am 2. Oktober 2001 auf Veranlassung des Stadtrates von Kiew gegründete Unternehmen ist ein Zusammenschluss von Unternehmen des öffentlichen Personennahverkehrs der Stadt Kiew und befindet sich in kommunalen Besitz.
Neben den Omnibus- und Trolleybus-Linien zählt unter anderem die Straßenbahn Kiew, die Standseilbahn in Podil und der
Zentrale Busbahnhof der Stadt zum Unternehmen. Die
S-Bahn Kiew wird von Kyjiwpastrans subventioniert.

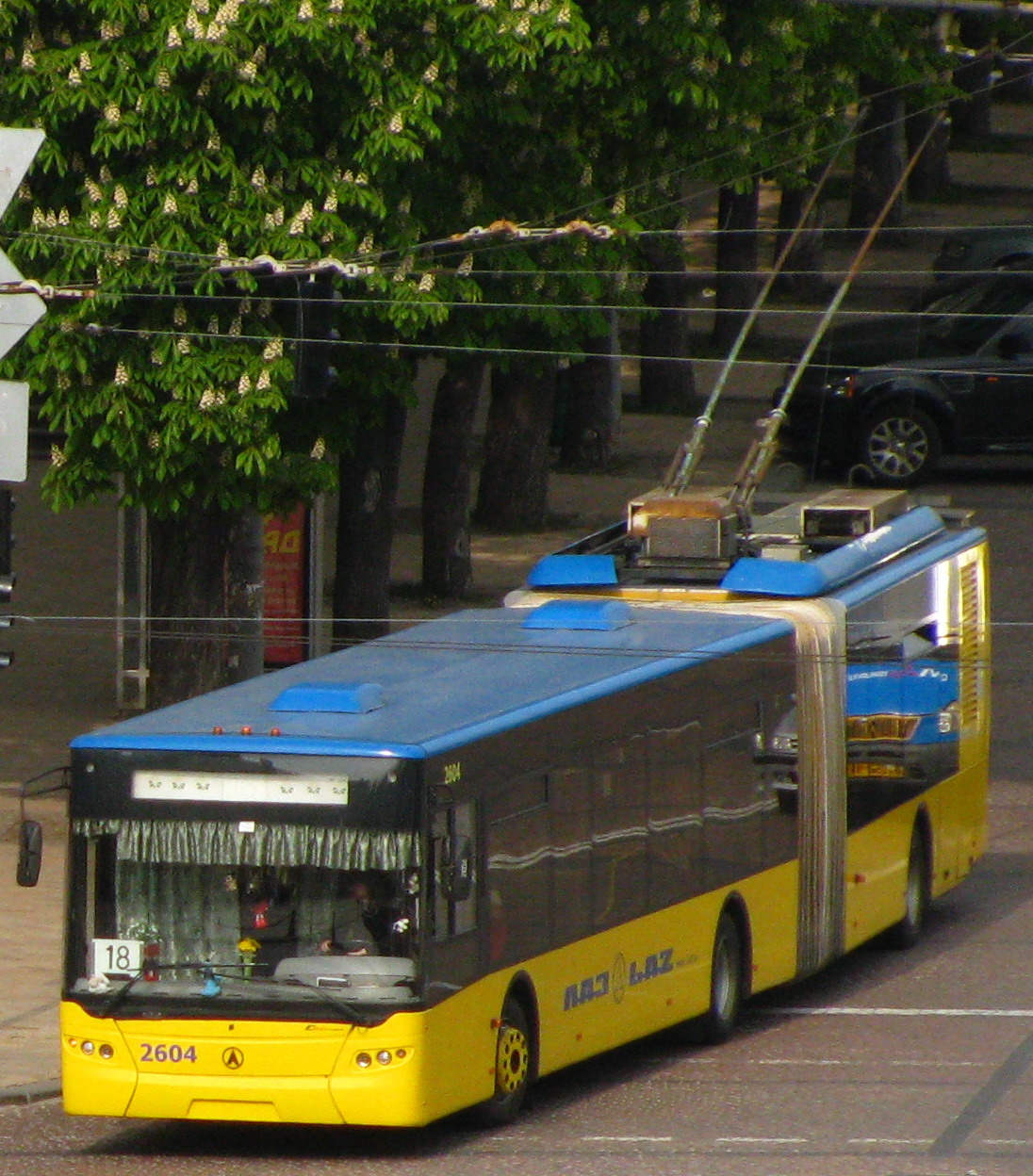
Vom Verkehrsbetrieb eingesetzter Trolleybus ElectroLAZ-E301 in typischer Lackierung

Geschäftsführer der Kyjiwpastrans, deren Zentrale sich auf der Nabereschne-Chaussee (Набережне шосе) Nr. 2 am Postplatz befindet, ist Sergij Majsel.

## Transportmittel
Von der Kyjiwpastrans werden unter anderem folgende Transportfahrzeuge eingesetzt:
Busse: Ikarus 260, MAZ-104
Oberleitungsbusse: Škoda 14Tr, MAZ-103T
Trams: Tatra T3